# Сейтяковська сільська рада
Сейтя́ковська сільська рада (рос. Сейтяковский сельский совет) — муніципальне утворення у складі Балтачевського району Башкортостану, Росія. Адміністративний центр — село Сейтяково.
Станом на 2002 рік до складу сільради входили також присілки Кузеєво та Староякшеєво, пізніше перший був переданий до складу Шав'ядинської сільради, другий — до складу Старобалтачевської сільради.

## Населення
Населення — 856 осіб (2019, 1092 в 2010, 1293 в 2002).

## Склад
До складу поселення входять такі населені пункти:
| Населений пункт           | Населення, осіб (2002) | Населення, осіб (2010) |
| ------------------------- | ---------------------- | ---------------------- |
| Новодюртюкеєво, присілок  | 76                     | 57                     |
| Сейтяково, село           | 863                    | 746                    |
| Стародюртюкеєво, присілок | 102                    | 83                     |
| Староямурзино, присілок   | 189                    | 162                    |
| Чурапаново, присілок      | 63                     | 44                     |